# Goom Radio
Goom est un bouquet de webradios et radios numériques, prestataire de diffusion pour de grandes marques désirant développer une webradio, créé par deux anciens collaborateurs d'NRJ, Roberto Ciurleo et Emmanuel Jayr, en France et aux États-Unis respectivement fin 2008 et début 2009. Frédéric Pau était le directeur des programmes de Goom Radio jusqu'en août 2013.

## Historique
Deux anciens collaborateurs d'NRJ, Roberto Ciurleo et Emmanuel Jayr, créent en décembre 2007 la société Go On Média. Grâce à un financement de 3,2 millions d'euros provenant des fonds d'investissement Partech International et Wellington Partners, la société lance le bouquet de radios numériques Goom Radio en France le 16 octobre 2008. Après avoir levé 9 millions d'euros supplémentaires, Goom Radio démarre aux États-Unis le 17 mars 2009.
En novembre 2009, elle regroupe 25 radios thématiques françaises, cinéma, sport, information, lounge, rock, Teen pop, dance, hits, RnB, rap, heavy metal.
Goom Radio conçoit également des webradios pour d'autres sociétés comme AlloCiné ou encore i>Télé. Ces activités de conception et d'hébergement de radio procurent l'essentiel des revenus du groupe (70 %), le reste venant de la publicité.
La radio propose aussi aux auditeurs le choix d'écouter des radios éphémères qui sont ouvertes le temps d'un évènement. Par exemple, Coca Cola radio et Radio Mondial sont disponibles pendant les Coupes du monde, Radio Caravane qui traite de l'actualité du Tour de France.
Grâce à l'espace My Goom, les auditeurs ont le moyen de créer leur propre radio et de gérer leurs playlists en fonction de leurs goûts. Ils peuvent utiliser les outils sociaux Facebook, Myspace, Twitter, pour faire découvrir leur radio. Les applications pour iPhone et BlackBerry sont aussi disponibles.
Début 2011, des problèmes financiers conduisent au licenciement d'une grande partie de l'équipe basée aux États-Unis. Début août 2012, un email envoyé aux utilisateurs de My Goom leur annonce la mise à l'arrêt temporaire de la plateforme en raison de sa refonte et du développement d'une nouvelle solution technique.
En juin 2012, lors de l'annonce de la mise en vente de Virgin Radio, alors propriété du Groupe Lagardère au sein du pôle Lagardère Active, Goom Radio a proposé 25 millions d'euros sur la table, mais la transaction n'aboutira pas.
Un an plus tard, ne pouvant plus faire face à ses échéances financières, avec une dette de plusieurs centaines de milliers d'euros selon le président Emmanuel Jayr, la société est placée en procédure de sauvegarde le 11 juillet 2013 par tribunal de commerce de Nanterre. Les webradios grand public avaient été arrêtées au début de l'année pour permettre à l'entreprise de se concentrer sur les radios d'entreprise.
Depuis, l'entreprise s'est focalisée sur cette activité « B to B » plus rentable, annonçant avoir signé avec la SNCF un programme personnalisé de l'ordre de 2 millions d'euros pour renouveler la grille de programmes de la radio SNCF La Radio, mise en service en 2010. Les marques Celio, Coca-Cola et le laboratoire Bayer Santé Animale ont également fait appel à Goom Radio pour la création de leur radio.
D'octobre 2014 à mai 2015, Goom Radio s'associe au quotidien Libération pour diffuser sur le web l'éphémère Libéradio qui sera principalement animée par Florent Chatain.

### Exemples d'anciennes radios autour de stars
- Radio Obispo[19] (Pascal Obispo)
- Soleil Bleu by Sylvie (Sylvie Vartan) à partir de novembre 2010[20]
- Satellite radio (David Hallyday) à partir de décembre 2010[21]
- Candy Station (Madonna) à partir de septembre 2008[22]

### Exemples d'anciennes radios officielles
- i>Télé La Radio (i>Télé) à partir de novembre 2009[23]
- Direct Star (Direct Star) à partir d'août 2010[24]
- PSG Radio (Paris Saint-Germain Football Club) à partir de septembre 2010[25]
- LOUD Radio (Tommy Hilfiger) à partir du printemps 2011[26]

## Anciens animateurs
Les animateurs de télévision Christophe Beaugrand, Karima Charni et Karine Ferri ont travaillé pour Goom Radio entre 2008 et 2009.
- Marina Tomassi
- Michaël Espinho[28] (à partir de septembre 2010 [Quand ?])
- Florelle Manda[29] (à partir de septembre 2010 [Quand ?])
- Guillaume Pley (février 2011[30]-juillet 2011[réf. souhaitée])

## Controverses
Plusieurs épisodes marquent une certaine tension entre Goom Radio et les radios traditionnelles. Dès la création de Goom Radio, NRJ tente de faire interdire une publicité pour la station à un concert de Madonna et adresse une mise en demeure à la radio pour avoir imité son slogan.
Sur la période avril-juin 2010, Goom Radio annonce avoir en moyenne 4 279 795 auditeurs mensuels d'après l'étude eStat de Médiamétrie à laquelle il est inscrit. Cette annonce est cependant réfutée par Médiamétrie : bien que le résultat numérique ne soit pas remis en cause.
Aujourd'hui, Goom Radio révise ses ambitions et propose un service dédié uniquement aux entreprises.